# Uyo
Uyo és la capital de l'estat de l'estat d'Akwa Ibom (des del 23 de setembre del 1987), al sud-est de Nigèria. A la ciutat hi ha la seu de la Universitat d'Uyo. Segons el cens del 2006, la població d'Uyo (més la ciutat d'Itu) és de 436.606 habitants. La seva zona metropolitana, que també inclou la ciutat d'Uruan, té una població de 554.906 habitants.
La ciutat fou creada el 1959 pels colonitzadors britànics amb l'objectiu de governar amb millor efectivitat als ibibios.

## Transport i urbanisme
La ciutat és accessible per la carretera A342 i per les carreteres d'Abak, de Nwaniba, d'Itu i d'Aka i per l'Aeroport Internacional Akwa Ibom.
Uyo ha tingut un creixement molt ràpid i té un trànsit molt dens.
Uyo té diversos districtes i barris residencials. Té dos polígons industrials.

## Cultura

### Llengües
La llengua principal d'Uyo és l'ibibio.

### Religió
La població d'Uyo és predominantment cristiana. La Diòcesi Catòlica d'Uyo té la seu a la ciutat. Aquesta es va establir el 4 de juliol del 1899, quan es va separar de la Diòcesi de Calabar. El seu bisbe, des de la seva institució, és el Bisbe Joseph Effiong Ekuwem.

## Economia
Els sectors més importants d'Uyo són l'agrícola i el terciari. És una zona productora i exportadora de productes agroalimentaris com oli de palma, verdures, plàtan, banana, nyam i mandioca, entre d'altres. També es comercia amb productes frescos del mar com el crac de riu. A més a més hi ha indústries d'utensilis per la llar i per al camp.

### Recursos naturals
La LGA d'Uyo té recursos minerals i naturals abundants: recursos boscosos, grava, sílice, sorra, argila i fustos. Els seus principals productes agroalimentaris són mandioca, nyam, verdures i bananes. A Uyo també hi ha grans reserves de petroli.

### Turisme
Les principals atraccions turístiques d'Uyo són el parc Ibom Plaza i el Camp de Golf. Hi ha un hotel de la cadena Meridien.

## Educació
La Universitat d'Uyo té la seu a la ciutat. Aquesta universitat anteriorment era coneguda com a Universitat Estatal de Cross River però va canviar de nom quan el govern nigerià, el 1991, la va convertir en una universitat federal. A Uyo també hi ha un campus de la National Open University of Nigeria i la Uyo City Polytechnic.

## Personalitats notables
- Orok Akarandut, futbolista professional del Club Sportif Sfaxien.
- Marshall Johnson, futbolista jugador del Budapest Honvéd Football Club.

## Ciutats agermanades
- Unnao, Uttar Pradesh  Índia